# Aeropuerto Internacional de Ivano-Frankivsk
El Aeropuerto Internacional de Ivano-Frankivsk ( Ucraniano Міжнародний аеропорт Івано-Франківськ) (IATA: IFO, OACI: UKLI) es un aeropuerto en Ivano-Frankivsk, Ucrania. Se encuentra a unos 4,4 kilómetros por carretera desde el centro de la localidad.
El 24 de febrero de 2022, Ucrania cerró su espacio aéreo a vuelos civiles debido a la invasión rusa. Ese mismo día, se informó de que el aeropuerto había sido alcanzado por un misil ruso, causando una "bola de fuego".

## Resumen
El aeropuerto de Ivano-Frankivsk es un aeropuerto internacional que ha venido operando desde 1992. El aeropuerto está ubicado en el lugar que ocupaba el antiguo pueblo de Opryshivtsi. Su capacidad de tráfico es de 400 pasajeros por hora. Las autoridades locales se han esforzado para promocionar el aeropuerto y su relativa proximidad a la zona de esquí de Bukovel, Vorokhta y al parque natural nacional de los Cárpatos.
El aeródromo tiene un uso tanto civil como militar. Los militares utilizan una segunda pista de hormigón de 1.928 metros de largo a modo de estacionamiento. Además, una plataforma ubicada al noroeste de la terminal civil se mantiene todavía en uso por la Fuerza Aérea de Ucrania. Más concretamente, la Brigada de Aviación Táctica 114 tiene su base en el aeródromo y dispone de aviones de combate Mikoyan MiG-29.
La base fue atacada con misiles y dañada significativamente por las fuerzas armadas rusas en la madrugada del 11 de marzo de 2022, durante la invasión rusa de Ucrania.

## Aerolíneas y destinos

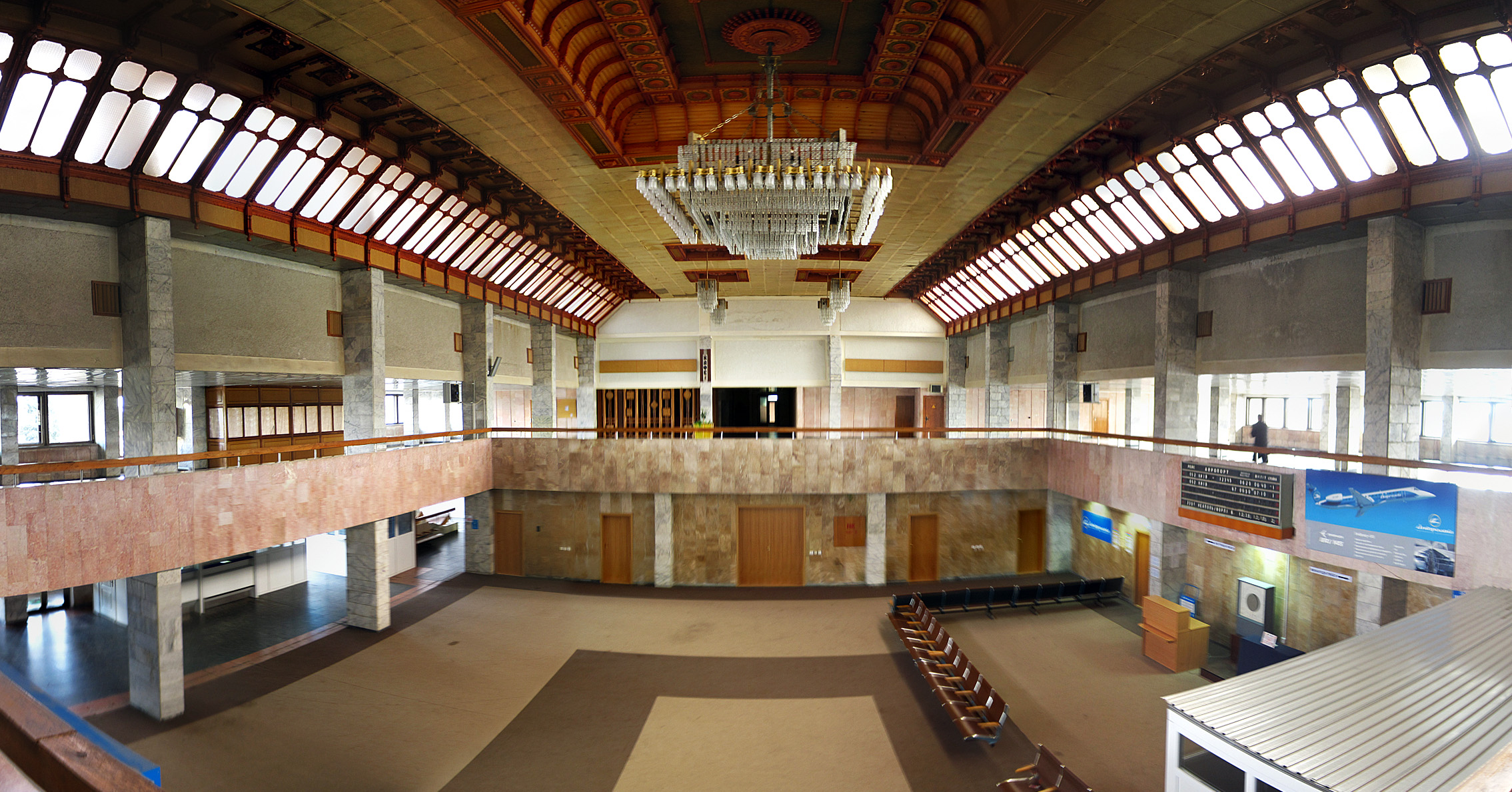
Interior del aeropuerto

Las siguientes aerolíneas operan vuelos regulares y chárter en el aeropuerto:
A partir del 24 de febrero de 2022, todos los vuelos de pasajeros han sido suspendidos indefinidamente.
| Aerolíneas        | Destinos      |
| ----------------- | ------------- |
| Windrose Airlines | Kiev–Boryspil |

## Estadísticas
Ver fuente y consulta Wikidata.
| Año  | Pasajeros | Cambio (%) |
| ---- | --------- | ---------- |
| 2009 | 96.300    |            |
| 2010 | 30.520    | 68,3%      |
| 2011 | 116.000   | 280%       |
| 2012 | 31.700    | 72,7%      |
| 2013 | 24.900    | 21,5%      |
| 2014 | 25.200    | 1,2%       |
| 2015 | 3.261     | 87%        |
| 2016 | 98.100    | 2908.0%    |
| 2017 | 110.600   | 12,7%      |
| 2018 | 112.607   | 2,4%       |

## Aviones de la Fuerza Aérea de Ucrania
Según imágenes de Google Earth, a fecha de 25 de enero de 2020:
- 32 MiG-29 .